# Albert Garbe
Albert Garbe (* 25. Mai 1904 in Leipzig; † 1. März 1975 in Berlin) war ein deutscher Schauspieler.

## Leben
Der gelernte Bankangestellte gab nach einer kurzen Ausbildung sein Debüt als Schauspieler 1926 an den Städtischen Bühnen Leipzig als Kapellmeister in der Posse Kyritz−Pyritz. Er spielte zahlreiche Rollen vom schlanken Bleichenwang in Was ihr wollt bis zum massigen Tobias Rülp in demselben Stück. Weitere Rollen waren unter anderem Caliban in Der Sturm und der Kanonenkönig in George Bernard Shaws Major Barbara. Zum 1. Mai 1933 trat er der NSDAP bei (Mitgliedsnummer 2.991.875).
Trotz Angeboten von Heinz Hilpert und Gustaf Gründgens aus Berlin blieb Garbe 25 Jahre lang in Leipzig. Erst 1951 wechselte er zum Ensemble des Theaters am Schiffbauerdamm, mit dem er später auch an der Volksbühne auftrat. Er spielte nun unter anderem den Maurerpolier John in Die Ratten, Thisbe in Ein Sommernachtstraum, Striese in Der Raub der Sabinerinnen und Puntila in Herr Puntila und sein Knecht Matti.
Der vierschrötig wirkende Garbe wurde ab 1950 von der DEFA beim Film eingesetzt, wo er vorwiegend kraftvolle, proletarische Naturen darstellte. In Der Teufelskreis verkörperte er den SA-Stabschef Ernst Röhm.
Garbe war mit der Schauspielerin Ilse Kuklinski verheiratet.

## Filmografie
- 1950: Der Rat der Götter
- 1950: Saure Wochen – frohe Feste
- 1951: Das Beil von Wandsbek
- 1952: Roman einer jungen Ehe
- 1952: Karriere in Paris
- 1952: Das verurteilte Dorf
- 1952: Schatten über den Inseln
- 1952: Frauenschicksale
- 1953: Jacke wie Hose
- 1954: Hexen
- 1955: Wer seine Frau lieb hat …
- 1956: Das Stacheltier: Der Querkopf
- 1956: Das Stacheltier: Der weiche Artur
- 1956: Drei Mädchen im Endspiel
- 1956: Der Teufelskreis
- 1956: Der Richter von Zalamea
- 1956: Thomas Müntzer – Ein Film deutscher Geschichte
- 1957: Mazurka der Liebe
- 1958: Der Lotterieschwede
- 1958: Nur eine Frau
- 1959: Ehesache Lorenz
- 1959: Ware für Katalonien
- 1959: Senta auf Abwegen
- 1960: Seilergasse 8
- 1961: Eine Handvoll Noten
- 1962: Altweibersommer
- 1962: Tanz am Sonnabend – Mord?
- 1962: Die aus der 12b
- 1963:  Christine
- 1965: Solange Leben in mir ist
- 1968: Die Toten bleiben jung
- 1969: Jungfer, Sie gefällt mir
- 1971: Avantgarde (Theateraufzeichnung)
- 1972: Trotz alledem!

## Theater
- 1953: Giorgi Mdivani: Wo uns der Schuh drückt (Kowrigin) – Regie; Werner Stewe (Theater am Schiffbauerdamm Berlin)
- 1953: Nikolai Gogol: Die Heirat (Assessor Spiegelei) – Regie: Franz Kutschera (Theater am Schiffbauerdamm)
- 1956: Gerhart Hauptmann: Die Ratten (Maurerpolier John) – Regie: Walther Suessenguth (Volksbühne Berlin)
- 1956: Jean-Paul Sartre: Nekrassow (Salonrevolutionär) – Regie: Fritz Wisten (Volksbühne Berlin)
- 1956: William Shakespeare: Ein Sommernachtstraum (Pyramus) – Regie: Fritz Wisten (Volksbühne Berlin)
- 1957: Franz und Paul von Schönthan: Der Raub der Sabinerinnen (Emanuel Striese) – Regie: Rochus Gliese (Volksbühne Berlin)
- 1957: Leo Tolstoi: Die Macht der Finsternis (Bauer Akim) – Regie: Fritz Wisten (Volksbühne Berlin)
- 1959: Slatan Dudow/Michael Tschesno-Hell: Der Hauptmann von Köln (Richtiger Hauptmann) – Regie: Otto Tausig (Volksbühne Berlin)
- 1959: William Shakespeare: Macbeth (Pförtner) – Regie: Ernst Kahler (Volksbühne Berlin)
- 1959: Hedda Zinner: Was wäre wenn … (Emil Gepfert) – Regie: Otto Tausig (Volksbühne Berlin)
- 1959: Harald Hauser: Im himmlischen Garten (Fronbauer) – Regie: Franz Kutschera (Volksbühne Berlin)
- 1960: Gerhart Hauptmann: Fuhrmann Henschel (Fuhrmann Henschel) – Regie: Erich-Alexander Winds (Volksbühne Berlin)
- 1961: Friedrich Wolf: Beaumarchais oder Die Geburt des Figaro (Theaterautor) – Regie: Rudi Kurz (Volksbühne Berlin)
- 1961: Hedda Zinner: Ravensbrücker Ballade (Lagerkommandant) – Regie: Fritz Wisten (Volksbühne Berlin)
- 1962: Gerhart Hauptmann: Florian Geyer (Jakob Kohl) – Regie: Wolfgang Heinz (Volksbühne Berlin)
- 1963: Leo Tolstoi: Krieg und Frieden – Regie: Wolfgang Heinz/Hannes Fischer (Volksbühne Berlin)
- 1963: Carl Zuckmayer: Der Hauptmann von Köpenick (Schwager Hoprecht) – Regie: Hannes Fischer (Volksbühne Berlin)
- 1964: William Shakespeare: Romeo und Julia (Capulet) – Regie: Fritz Bornemann (Volksbühne Berlin)
- 1965: Friedrich Dürrenmatt: Der Besuch der alten Dame (Ill) – Regie: Fritz Bornemann (Volksbühne Berlin)
- 1968: Armand Gatti: V wie Vietnam – Regie: Hans-Joachim Martens/Wolfgang Pintzka (Volksbühne Berlin)
- 1970: Bertolt Brecht: Der gute Mensch von Sezuan (Mann) – Regie: Benno Besson (Volksbühne Berlin)

## Hörspiele
- 1958: Günther Weisenborn: Yang-Tse-Kiang – Regie: Werner Stewe (Rundfunk der DDR)
- 1959: Kasper Germann: Ferien mit Ebbo (Paul Pohlke, Einzelbauer) – Regie: Theodor Popp (Hörspiel – Rundfunk der DDR)
- 1962: Manfred Bieler: Karriere eines Klaviers – Regie: Werner Grunow (Rundfunk der DDR)
- 1963: Bernhard Seeger: Rauhreif (Rothardt) – Regie: Theodor Popp (Rundfunk der DDR)
- 1964: Gerhard Stübe: Cicero contra Schellhase (Rackwitz) – Regie: Helmut Molegg (Rundfunk der DDR)
- 1965: Vercors: Zoo oder Der menschenfreundliche Mörder (Dr. Bulborough) – Regie: Edgar Kaufmann (Rundfunk der DDR)
- 1967: Michail Scholochow: Fremdes Blut (Gawrila) – Regie: Werner Grunow (Hörspiel – Rundfunk der DDR)
- 1968: Ion Druze: Wenn der Hahn kräht (Vater) – Regie: Helmut Molegg (Rundfunk der DDR)